# Episodi di Una mamma imperfetta (seconda stagione)
La seconda stagione della sit-com Una mamma imperfetta è andata in onda su Rai 2 dal 14 ottobre 2013.
| nº | Titolo                                                                       | Prima TV |
| -- | ---------------------------------------------------------------------------- | -------- |
| 1  | Una stanza tutta per me                                                      |          |
| 2  | A ciascuno il suo                                                            |          |
| 3  | La mia amica Claudia                                                         |          |
| 4  | Tutto quello che avremmo voluto sapere sul sesso                             |          |
| 5  | Per favore prestami tua figlia                                               |          |
| 6  | Una nuova mamma                                                              |          |
| 7  | Sono una madre accecata                                                      |          |
| 8  | È arrivata la spagnola!                                                      |          |
| 9  | Questo è il nome che vorrei io da te                                         |          |
| 10 | L'uomo che supportava le donne                                               |          |
| 11 | Quanto sei imperfetto                                                        |          |
| 12 | La quinta fase di Marcella                                                   |          |
| 13 | I tre giorni di Alexandra                                                    |          |
| 14 | Come ci siamo conosciuti (e perché non possiamo raccontarlo ai nostri figli) |          |
| 15 | Il teorema dell'uomo con bambino                                             |          |
| 16 | Un perfetto compleanno                                                       |          |
| 17 | Scambiamoci le vite                                                          |          |
| 18 | Alla fine arriva Gabriele                                                    |          |
| 19 | Io e mia suocera                                                             |          |
| 20 | Sogni proibiti (di mio marito)                                               |          |
| 21 | Claudia ha un colloquio                                                      |          |
| 22 | No, non è la gelosia                                                         |          |
| 23 | Eugenio in love                                                              |          |
| 24 | Il giorno più temuto dell'anno                                               |          |
| 25 | Aspettarsi l'inaspettato                                                     |          |